# Parco nazionale del Limpopo
Il Parco Nazionale del Limpopo è un parco nazionale della provincia di Gaza, in Mozambico.

## Geografia
Da un punto di vista amministrativo, il parco è compreso nel distretto di Chicualacuala (6,4 km²), nel Distretto di Massingir (2,1 km²) e nel distretto di Mabalane (1,5 km²). Il parco fa parte del Parco transfrontaliero del Grande Limpopo insieme al Parco nazionale Kruger in Sudafrica e al Parco nazionale di Gonarezhou nello Zimbabwe.

## Fauna selvatica
Questo parco ospita varie specie di mammiferi tra i quali l'elefante, il leone, il licaone del Capo, il leopardo, il rinoceronte, lo gnu striato, la iena maculata, il bufalo del capo, la mangusta, il kudu maggiore, la giraffa, la zebra, l'oribi e l'ippopotamo.

## Storia
Con l'aiuto finanziario della Germania, il nuovo parco è stato potenziato con recinzioni e unità di anti-bracconaggio. Il parco è suddiviso in tre zone separate: una zona turistica, una zona selvaggia e una zona di utilizzo delle risorse (caccia). A sud si trova la diga di Massingir e la città di Massingir, nel distretto di Massingir, che è la sede amministrativa del parco, mentre al confine settentrionale si trova il fiume Limpopo.
Nel 2001 è stato avviato il trasferimento di un gran numero di animali dal parco nazionale di Kruger al nuovo parco. I lavori per il nuovo posto di frontiera a Giriyondo, tra il Sudafrica e il Mozambico, sono stati avviati nel marzo 2004.
- Sono stati costruiti la sede del parco e gli alloggi per il personale;
- Le prime strutture turistiche sono state aperte nel settembre 2005, includendo il campo a tenda di Machampane, il sentiero naturalistico e selvaggio di Machampane, il sentiero ecologico di Shingwedzi 4×4, il campeggio Aguia Pesqueira, il sentiero escursionistico di Massingir e il Campismo Albufeira;
- La seconda fase di sviluppo turistico del parco è stata avviata nella prima parte del 2008. Ciò ha comportato lo sviluppo di concessioni nelle aree Boala e Madonse, nonché un'ulteriore concessione a Massingir.